# Campeonato do Mundo de Hóquei em Patins Masculino de 2024
O Campeonato do Mundo de Hóquei em Patins de 2024 foi a 46ª edição desta prova, integrada na quarta edição dos Jogos Mundiais de Patinagem. Realizou-se em Novara, Itália . Sorteio dos Grupos realizado no dia 28 junho. .
A Espanha conquistou o seu 18º título mundial.

## Formato
Para esta edição a competição voltou a ser dividida em 3 campeonatos:
- Taça do Mundo, disputada pelas 8 melhores equipas;
- Taça Intercontinental, disputadas pelas 8 equipas a seguir no ranking;
- Taça Challenger, disputada pelas restantes equipas;

A Taça do Mundo, principal competição foi disputada por 8 equipas divididas em 2 grupos de 4 equipas cada numa disputa todos contra todos a uma só volta. Passaram aos quartos de final as 3 equipas mais bem classificadas de cada grupo, enquanto a última equipa classificada em cada grupo disputou a fase a eliminar da competição abaixo, a Taça Intercontinental. 
A fase seguinte consistiu em quartos de final, meias finais e final a uma só mão para decidir as classificações entre o 1º e o 8º lugar.
A Taça Intercontinental foi disputada no mesmo sistema que a Taça do Mundo, 2 grupos de 4 equipas cada, com a melhor equipa de cada grupo a apurar-se para disputar os quartos de final da Taça do Mundo.
As restantes 6 equipas, juntamente com as últimas das Taça do Mundo, disputaram eliminatórias sucessivas até definir a classificação entre o 9º e o 16º lugar.
A Taça Challenger foi disputada em 2 grupos, 1 com 6 equipas e outro com 5, também num formato todos contra todos a uma só mão.
Após a fase de grupos existiu apenas uma eliminatória opondo equipas com a mesma posição em ambos os grupos, isto é, os primeiro classificados de cada grupo disputaram um jogo para decidir o 17º e 18º lugares, os segundos classificados disputaram o 19º e 20º e assim sucessivamente. O último classificado do grupo E, por ser o grupo com mais equipas, ficou automaticamente no 27º e último lugar da competição

## Qualificação
A qualificação para o campeonato do mundo teve por base a classificação nos campeonatos continentais:
- Campeonato Europeu de Hóquei em Patins Masculino de 2023
- Campeonato Pan-Americano de Hóquei em Patins de 2024
- Campeonato Africano de Hóquei em Patins de 2022
- Campeonato Asiático de Hóquei em Patins de 2023

| Campeonato do Mundo | Campeonato do Mundo | Campeonato do Mundo |       | Taça Intercontinental | Taça Intercontinental | Taça Intercontinental |               | Taça Challenger | Taça Challenger | Taça Challenger |     | Taça Challenger | Taça Challenger | Taça Challenger |
| Cont.               | Pais                | Pr.                 | Cont. | Pais                  | Pr.                   | Cont.                 | Pais          | Pr.             | Cont.           | Pais            | Pr. |                 |                 |                 |
| ------------------- | ------------------- | ------------------- | ----- | --------------------- | --------------------- | --------------------- | ------------- | --------------- | --------------- | --------------- | --- | --------------- | --------------- | --------------- |
| PAM 1               | Argentina           | 33ª                 | EUR 5 | Suíça                 | 3ª                    | AF 3                  | África do Sul | 2ª              | EUR             | Países Baixos   | 2ª  |                 |                 |                 |
| EUR 1               | Espanha             | 44ª                 | AF 2  | Egito                 | 3ª                    | PAM 6                 | México        | 2ª              | EUR             | Áustria         | 2ª  |                 |                 |                 |
| EUR 2               | Portugal            | 46ª                 | EUR 6 | Alemanha              | 2ª                    | A/O 4                 | Índia         | 3ª              | EUR             | Israel          | 2ª  |                 |                 |                 |
| EUR 3               | Itália              | 46ª                 | EUR 7 | Inglaterra            | 2ª                    | A/O 5                 | Japão         | 3ª              | AF              | Moçambique      | 1ª  |                 |                 |                 |
| EUR 4               | França              | 36ª                 | PAM 4 | Colômbia              | 3ª                    | A/O 6                 | Nova Zelândia | 4ª              | PAM             | Uruguai         | 3ª  |                 |                 |                 |
| AF 1                | Angola              | 21ª                 | EUR 8 | Andorra               | 3ª                    | A/O 7                 | China         | 2ª              |                 |                 |     |                 |                 |                 |
| PAM 2               | Chile               | 27ª                 | PAM 5 | Brasil                | 3ª                    |                       |               |                 |                 |                 |     |                 |                 |                 |
| PAM 3               | Estados Unidos      | 25ª                 | A/O 2 | Austrália             | 3ª                    |                       |               |                 |                 |                 |     |                 |                 |                 |
| [ 3 ]               |                     |                     |       |                       |                       |                       |               |                 |                 |                 |     |                 |                 |                 |

## Convocados
| Ângelo Girão   | Sporting CP    | Valentín Grimalt | Amatori Lodi   | Carles Grau       | FC Barcelona      |
| Xano Edo       | UD Oliveirense | "Tino" Acevedo   | OC Barcelos    | Candid Ballart    | Reus Deportiu     |
|                |                | Matías Bridge    | Sandrigo       |                   |                   |
| Zé Miranda     | SL Benfica     | Lucas Ordoñez    | SL Benfica     | Nil Roca          | SL Benfica        |
| Gonçalo Pinto  | SL Benfica     | Matias Platero   | Sporting CP    | Sergi Aragonès    | Reus Deportiu     |
| Miguel Vieira  | OC Barcelos    | Gonzalo Romero   | Sporting CP    | Martí Casas       | Reus Deportiu     |
| João Rodrigues | FC Barcelona   | Facundo Bridge   | Sporting CP    | Ignacio Alabart   | FC Barcelona      |
| Gonçalo Alves  | FC Porto       | Ezequiel Mena    | FC Porto       | Pau Bargalló      | FC Barcelona      |
| Hélder Nunes   | FC Porto       | Danilo Rampulla  | OC Barcelos    | Xavier Barroso    | FC Barcelona      |
| Rafa Costa     | FC Porto       | Lucas Martínez   | UD Oliveirense | Marc Grau         | FC Barcelona      |
| Xavi Cardoso   | UD Oliveirense | Facundo Navarro  | UD Oliveirense | César Carballeira | Deportivo Liceo   |
|                |                | Reinaldo García  | Trissino       |                   |                   |
| Treinador      | Paulo Freitas  | Treinador        | José Luis Páez | Treinador         | Guillem Cabestany |

## Campeonato do Mundo

### Grupo A
Resultados Worldskate
| Seleções       | Pts | J | V | E | D | GM | GS | DG  |
| -------------- | --- | - | - | - | - | -- | -- | --- |
| Argentina      | 7   | 3 | 2 | 1 | 0 | 20 | 7  | 13  |
| Portugal       | 7   | 3 | 2 | 1 | 0 | 18 | 6  | 12  |
| Angola         | 3   | 3 | 1 | 0 | 0 | 10 | 11 | -1  |
| Estados Unidos | 0   | 3 | 0 | 0 | 3 | 4  | 28 | -24 |

| 16 set 2024 | Argentina | 7 - 1 | Angola           | Palasport Dal Lago |
| 10:15       | Facundo "Facu" Navarro (2) Lucas Ordoñez (2) Ezequiel "Eze" Mena (1) Lucas Martínez (1) Facundo "Facu" Bridge (1) |       | Gonçalo Neto (1) |                    |

| 16 set 2024 | Portugal                                                                             | 10 - 2 | Estados Unidos | Palasport Dal Lago |
| 13:30       | Gonçalo Pinto (2) Gonçalo Alves (3) João Rodrigues (4) Miguel Vieira "Vieirinha" (1) |        | Alec Moyer (2) |                    |

| 17 set 2024 | Estados Unidos | 2 - 9 | Argentina | Palasport Dal Lago |
| 08:00       |                |       |           |                    |

| 17 set 2024 | Angola | 0 - 4 | Portugal                                                | Palasport Dal Lago |
| 13:30       |        |       | Gonçalo Alves (1) Hélder Nunes (1)<brJoão Rodrigues (2) |                    |

| 18 set 2024 | Angola | 9 - 0 | Estados Unidos | Palasport Dal Lago |
| 08:00       | Gonçalo Nunes (3) Anderson Silva "Nery" (2) André Centeno (1) João Pinto "Mustang" (1) Rafael "Rafa" Lourenço (1) Gonçalo Neto (1) |       |                |                    |

| 18 set 2024 | Argentina                                     | 4 - 4 | Portugal                                                 | Palasport Dal Lago |
| 13:30       | Lucas Ordoñez (3) Gonzalo "Nolito" Romero (1) |       | Hélder Nunes (2) Gonçalo Pinto (1) José "Rafa" Costa (1) |                    |

### Grupo B
| Seleções | Pts | J | V | E | D | GM | GS | DG  |
| -------- | --- | - | - | - | - | -- | -- | --- |
| Espanha  | 7   | 3 | 2 | 1 | 0 | 17 | 4  | 13  |
| Itália   | 6   | 3 | 2 | 0 | 1 | 11 | 4  | 7   |
| França   | 4   | 3 | 1 | 1 | 1 | 7  | 3  | 4   |
| Chile    | 0   | 3 | 0 | 0 | 3 | 1  | 25 | -24 |

| 16 set 2024 | Espanha | 1 - 1 | França | Palasport Dal Lago |
|             |         |       |        |                    |

| 16 set 2024 | Itália | 7 - 0 | Chile | Palasport Dal Lago |
|             |        |       |       |                    |

| 17 set 2024 | Chile | 0 - 12 | Espanha | Palasport Dal Lago |
|             |       |        |         |                    |

| 17 set 2024 | França | 0 - 1 | Itália | Palasport Dal Lago |
|             |        |       |        |                    |

| 18 set 2024 | Chile | 1 - 6 | França | Palasport Dal Lago |
|             |       |       |        |                    |

| 18 set 2024 | Espanha | 4 - 3 | Itália | Palasport Dal Lago |
|             |         |       |        |                    |

## Apuramento de campeão
|  | Quartas de final | Quartas de final |           |          | Semifinais     | Semifinais     |  |  | Final | Final |
|  |                  |                  |           |          |                |                |  |  |       |       |
|  |                  |                  |           |          |                |                |  |  |       |       |
|  |                  |                  |           |          |                |                |  |  |       |       |
|  | Itália           | 5                |           |          |                |                |  |  |       |       |
|  | Itália           | 5                |           |          |                |                |  |  |       |       |
|  | Angola           | 2                |           |          |                |                |  |  |       |       |
|  | Angola           | 2                | Itália    | 4        |                |                |  |  |       |       |
|  |                  |                  | Itália    | 4        |                |                |  |  |       |       |
|  |                  | Argentina        | 5         |          |                |                |  |  |       |       |
|  | Argentina        | Argentina        | 5         | 4        |                |                |  |  |       |       |
|  | Argentina        |                  |           | 4        |                |                |  |  |       |       |
|  | Andorra          | 1                |           |          |                |                |  |  |       |       |
|  | Andorra          | 1                | Argentina | 1        |                |                |  |  |       |       |
|  |                  |                  | Argentina | 1        |                |                |  |  |       |       |
|  |                  | Espanha          | 2         |          |                |                |  |  |       |       |
|  | Espanha          | Espanha          | 2         | 7        |                |                |  |  |       |       |
|  | Espanha          |                  |           | 7        |                |                |  |  |       |       |
|  | Suíça            | 0                |           |          |                |                |  |  |       |       |
|  | Suíça            | 0                | Espanha   | 5(2)     | Terceiro lugar | Terceiro lugar |  |  |       |       |
|  |                  |                  | Espanha   | 5(2)     | Terceiro lugar | Terceiro lugar |  |  |       |       |
|  |                  | Portugal         | 5(1)      |          |                |                |  |  |       |       |
|  | Portugal         | Portugal         | 5(1)      | 4        | Itália         | 3              |  |  |       |       |
|  | Portugal         |                  |           | 4        | Itália         | 3              |  |  |       |       |
|  | França           | 2                |           | Portugal | 2              |                |  |  |       |       |
|  | França           | 2                |           |          | 2              |                |  |  |       |       |
|  |                  |                  |           |          |                |                |  |  |       |       |
|  |                  |                  |           |          |                |                |  |  |       |       |

### 5º/8º
|  | Semifinal | Semifinal |             |   | 5º/6º Lugar | 5º/6º Lugar |
|  |           |           |             |   |             |             |
|  |           |           |             |   |             |             |
|  |           |           |             |   |             |             |
|  | Andorra   | 2         |             |   |             |             |
|  | Andorra   | 2         |             |   |             |             |
|  | Angola    | 3         |             |   |             |             |
|  | Angola    | 3         | Angola      | 2 |             |             |
|  |           |           | Angola      | 2 |             |             |
|  |           | França    | 8           |   |             |             |
|  | França    | França    | 8           | 9 |             |             |
|  | França    |           |             | 9 |             |             |
|  | Suíça     | 2         |             |   |             |             |
|  | Suíça     | 2         | 7º/8º Lugar |   |             |             |
|  |           |           |             |   |             |             |
|  |           |           |             |   |             |             |
|  |           |           |             |   |             |             |
|  | Andorra   | 2(0)      |             |   |             |             |
|  | Andorra   | 2(0)      |             |   |             |             |
|  | Suíça     | 2(2)      |             |   |             |             |

## Taça Intercontinental

### Grupo C
| Seleções  | Pts | J | V | E | D | GM | GS | DG  |
| --------- | --- | - | - | - | - | -- | -- | --- |
| Suíça     | 9   | 3 | 3 | 0 | 0 | 25 | 4  | 21  |
| Colômbia  | 4   | 3 | 2 | 0 | 1 | 16 | 6  | 10  |
| Alemanha  | 4   | 3 | 2 | 0 | 1 | 11 | 5  | 4   |
| Austrália | 0   | 3 | 0 | 0 | 3 | 1  | 38 | -37 |

| 16 set 2024 | Suíça | 5 - 4 | Colômbia | Pala Igor Gorgonzola |
| 04:00       |       |       |          |                      |

| 16 set 2024 | Alemanha | 10 - 1 | Austrália | Pala Igor Gorgonzola |
| 06:00       |          |        |           |                      |

| 17 set 2024 | Austrália | 0 - 17 | Suíça | Pala Igor Gorgonzola |
| 04:00       |           |        |       |                      |

| 17 set 2024 | Colômbia | 1 - 1 | Alemanha | Pala Igor Gorgonzola |
| 06:00       |          |       |          |                      |

| 18 set 2024 | Austrália | 0 - 11 | Colômbia | Pala Igor Gorgonzola |
| 04:00       |           |        |          |                      |

| 18 set 2024 | Suíça | 3 - 0 | Alemanha | Pala Igor Gorgonzola |
| 06:00       |       |       |          |                      |

### Grupo D
| Seleções   | Pts | J | V | E | D | GM | GS | DG  |
| ---------- | --- | - | - | - | - | -- | -- | --- |
| Andorra    | 7   | 3 | 2 | 1 | 0 | 29 | 3  | 26  |
| Inglaterra | 7   | 3 | 2 | 1 | 0 | 29 | 4  | 25  |
| Brasil     | 3   | 3 | 1 | 0 | 2 | 9  | 22 | -13 |
| Egito      | 0   | 3 | 0 | 0 | 3 | 3  | 41 | -38 |

| 16 set 2024 | Egito | 0 - 14 | Andorra | Palasport Dal Lago |
| 04:00       |       |        |         |                    |

| 16 set 2024 | Inglaterra | 7 - 1 | Brasil | Palasport Dal Lago |
| 06:00       |            |       |        |                    |

| 17 set 2024 | Brasil | 7 - 2 | Egito | Palasport Dal Lago |
| 04:00       |        |       |       |                    |

| 17 set 2024 | Andorra | 2 - 2 | Inglaterra | Palasport Dal Lago |
| 06:00       |         |       |            |                    |

| 18 set 2024 | Andorra | 13 - 1 | Brasil | Palasport Dal Lago |
| 06:00       |         |        |        |                    |

| 18 set 2024 | Egito | 1 - 20 | Inglaterra | Palasport Dal Lago |
| 04:00       |       |        |            |                    |

## 9º /16º
|  | Quartas de final | Quartas de final |                |                | Eliminatória | Eliminatória |  |  | 9º lugar | 9º lugar |
|  |                  |                  |                |                |              |              |  |  |          |          |
|  |                  |                  |                |                |              |              |  |  |          |          |
|  |                  |                  |                |                |              |              |  |  |          |          |
|  | Estados Unidos   | 9                |                |                |              |              |  |  |          |          |
|  | Estados Unidos   | 9                |                |                |              |              |  |  |          |          |
|  | Egito            | 0                |                |                |              |              |  |  |          |          |
|  | Egito            | 0                | Colômbia       | 2              |              |              |  |  |          |          |
|  |                  |                  | Colômbia       | 2              |              |              |  |  |          |          |
|  |                  | Chile            | 5              |                |              |              |  |  |          |          |
|  | Alemanha         | Chile            | 5              | 3              |              |              |  |  |          |          |
|  | Alemanha         |                  |                | 3              |              |              |  |  |          |          |
|  | Inglaterra       | 5                |                |                |              |              |  |  |          |          |
|  | Inglaterra       | 5                | Chile          | 8              |              |              |  |  |          |          |
|  |                  |                  | Chile          | 8              |              |              |  |  |          |          |
|  |                  | Inglaterra       | 4              |                |              |              |  |  |          |          |
|  | Colômbia         | Inglaterra       | 4              | 5              |              |              |  |  |          |          |
|  | Colômbia         |                  |                | 5              |              |              |  |  |          |          |
|  | Brasil           | 3                |                |                |              |              |  |  |          |          |
|  | Brasil           | 3                | Estados Unidos | 3              | 11º lugar    | 11º lugar    |  |  |          |          |
|  |                  |                  | Estados Unidos | 3              | 11º lugar    | 11º lugar    |  |  |          |          |
|  |                  | Inglaterra       | 4              |                |              |              |  |  |          |          |
|  | Chile            | Inglaterra       | 4              | 11             | Colômbia     | 6            |  |  |          |          |
|  | Chile            |                  |                | 11             | Colômbia     | 6            |  |  |          |          |
|  | Austrália        | 0                |                | Estados Unidos | 1            |              |  |  |          |          |
|  | Austrália        | 0                |                |                | 1            |              |  |  |          |          |
|  |                  |                  |                |                |              |              |  |  |          |          |
|  |                  |                  |                |                |              |              |  |  |          |          |

### 13º/16º
|  | Semifinal | Semifinal |               |   | 13º/14º Lugar | 13º/14º Lugar |
|  |           |           |               |   |               |               |
|  |           |           |               |   |               |               |
|  |           |           |               |   |               |               |
|  | Egito     | 0         |               |   |               |               |
|  | Egito     | 0         |               |   |               |               |
|  | Alemanha  | 12        |               |   |               |               |
|  | Alemanha  | 12        | Brasil        | 3 |               |               |
|  |           |           | Brasil        | 3 |               |               |
|  |           | Alemanha  | 7             |   |               |               |
|  | Brasil    | Alemanha  | 7             | 4 |               |               |
|  | Brasil    |           |               | 4 |               |               |
|  | Austrália | 3         |               |   |               |               |
|  | Austrália | 3         | 15º/16º Lugar |   |               |               |
|  |           |           |               |   |               |               |
|  |           |           |               |   |               |               |
|  |           |           |               |   |               |               |
|  | Egito     | 1         |               |   |               |               |
|  | Egito     | 1         |               |   |               |               |
|  | Austrália | 3         |               |   |               |               |

## Taça Challenger

### Grupo E
|     | Equipa        | Pts | J | V | E | D | GM | GS | DG  |
| --- | ------------- | --- | - | - | - | - | -- | -- | --- |
| 1.º | Uruguai       | 15  | 5 | 5 | 0 | 0 | 35 | 8  | 27  |
| 2.º | Israel        | 12  | 5 | 4 | 0 | 1 | 39 | 9  | 30  |
| 3.º | Moçambique    | 9   | 5 | 3 | 0 | 2 | 28 | 17 | 11  |
| 4.º | Japão         | 6   | 5 | 2 | 0 | 3 | 15 | 29 | -14 |
| 5.º | México        | 3   | 5 | 1 | 0 | 4 | 8  | 26 | -18 |
| 6.º | Nova Zelândia | 0   | 5 | 0 | 0 | 5 | 5  | 41 | -36 |

|               | Uruguai | Israel | Moçambique | Japão | México | Nova Zelândia |
| ------------- | ------- | ------ | ---------- | ----- | ------ | ------------- |
| Uruguai       |         | 4-3    | 5-3        | 10-1  | 6-1    | 10-0          |
| Israel        |         |        | 6-4        | 11-1  | 9-0    | 10-0          |
| Moçambique    |         |        |            | 7-2   | 5-3    | 9-1           |
| Japão         |         |        |            |       | 3-0    | 8-1           |
| México        |         |        |            |       | -      | 4-3           |
| Nova Zelândia |         |        |            |       |        |               |

### Jogos de Moçambique
| 16 set 2024 | Moçambique                                                                                  | 5 - 3 | México                                                       | "Pala Sartorio" |
|             | Gabriel Pimentel (1) Pedro Pimentel Júnior (1) Artur Mapinguisse (1) Absalão Miquissene (2) |       | Francisco Méndez (1) Edgar Telésforo (1) Andrik González (1) |                 |

| 17 set 2024 | Japão                                   | 2 - 7 | Moçambique | "Pala Sartorio" |
|             | Yuki Nishimura (1) Daichi Takanashi (1) |       | Diego Pimentel (2) Pedro Pimentel Júnior (1) Pedro Tivane Júnior (1) Absalão Miquissene (2) Macário Issufo (1) |                 |

| 18 set 2024 | Moçambique                                     | 3 - 5 | Uruguai                                                   | "Pala Sartorio" |
|             | Pedro Tivane Júnior (2) Absalão Miquissene (1) |       | Martín Balla (2) Juan Hernández (2) Martín Battistoni (1) |                 |

| 19 set 2024 | Moçambique                                                      | 4 - 6 | Israel                             | "Pala Sartorio" |
|             | Diego Pimentel (2) Absalão Miquissene (1) Artur Mapinguisse (1) |       | Elad Toren (2) Assaf Keren Zur (4) |                 |

| 20 set 2024 | Nova Zelândia    | 1 - 9 | Moçambique                                                        | "Pala Sartorio" |
|             | Dean Fitness (1) |       | Absalão Miquissene (3) Pedro Tivane Júnior (3) Diego Pimentel (3) |                 |

### Grupo F
|     | Equipa        | Pts | J | V | E | D | GM | GS  | DG   |
| --- | ------------- | --- | - | - | - | - | -- | --- | ---- |
| 1.º | Áustria       | 12  | 4 | 4 | 0 | 0 | 61 | 9   | 52   |
| 2.º | Países Baixos | 9   | 4 | 3 | 0 | 1 | 49 | 14  | 35   |
| 3.º | África do Sul | 6   | 4 | 2 | 0 | 2 | 27 | 27  | 0    |
| 4.º | Índia         | 3   | 4 | 1 | 0 | 3 | 45 | 24  | 21   |
| 5.º | China         | 0   | 4 | 0 | 0 | 4 | 2  | 110 | -108 |

|               | Áustria | Países Baixos | África do Sul | Índia | China |
| ------------- | ------- | ------------- | ------------- | ----- | ----- |
| Áustria       |         | 8-6           | 9-0           | 10-3  | 34-0  |
| Países Baixos |         |               | 14-4          | 7-2   | 22-0  |
| África do Sul |         |               |               | 5-4   | 18-0  |
| Índia         |         |               |               |       | 36-2  |
| China         |         |               |               |       |       |

#### 17º/18º
| 21/09 | Uruguai | 3 - 7 | Áustria |  |
|       |         |       |         |  |

#### 19º/20º
| 21 set 2024 | Israel | 6 - 9 | Países Baixos |  |
|             |        |       |               |  |

#### 21º/22º
| 21 set 2024 | Moçambique | 5 - 4 | África do Sul |  |
|             |            |       |               |  |

#### 23º/24º
| 21 set 2024 | Japão | 2 - 10 | Índia |  |
|             |       |        |       |  |

#### 25º/26º
| 21 set 2024 | México | 21 - 2 | China |  |
|             |        |        |       |  |

## Classificação Final
| Campeonato do Mundo | Campeonato do Mundo |      | Taça Intercontinental | Taça Intercontinental |               | Taça Challenger | Taça Challenger |
| Rank                | Pais                | Rank | Pais                  | Rank                  | Pais          |                 |                 |
| ------------------- | ------------------- | ---- | --------------------- | --------------------- | ------------- | --------------- | --------------- |
|                     | Espanha             | 9º   | Chile                 | 17º                   | Áustria       |                 |                 |
|                     | Argentina           | 10º  | Inglaterra            | 18º                   | Uruguai       |                 |                 |
|                     | Itália              | 11º  | Colômbia              | 19º                   | Países Baixos |                 |                 |
| 4º                  | Portugal            | 12º  | Estados Unidos        | 20º                   | Israel        |                 |                 |
| 5º                  | França              | 13º  | Alemanha              | 21º                   | Moçambique    |                 |                 |
| 6º                  | Angola              | 14º  | Brasil                | 22º                   | África do Sul |                 |                 |
| 7º                  | Suíça               | 15º  | Austrália             | 23º                   | Índia         |                 |                 |
| 8º                  | Andorra             | 16º  | Egito                 | 24º                   | Japão         |                 |                 |
|                     |                     |      |                       |                       |               | 25º             | México          |
|                     |                     |      |                       |                       |               | 26º             | China           |
|                     |                     |      |                       |                       |               | 27º             | Nova Zelândia   |

## Internacional
- ws america
- ws europe
- world skate
- FPP
- CBHP
- HóqueiPatins.pt
- hoqueipt
- plurisports
- chile